# 窃国大盗
《窃国大盗》（英語：The Kleptocrats）是2018年的纪录片，由哈瓦娜和山姆（Sam Hobkinson）执导。纪录片约86分钟，专注一个马来西亚发展有限公司丑闻（1MDB）通缉犯刘特佐与马来西亚前首相纳吉·阿都拉萨家庭的关系。
2019年4月18日，《窃国大盗》在马来西亚首都吉隆坡首映，希望联盟与非政府组织领袖等70人以嘉宾身份受邀出席观赏。
2019年8月1日，美国媒体《好莱坞报导者》揭露，刘特佐曾试图阻止《窃国大盗》发行。

## 纪录片人物
- 刘特佐，马来西亚华裔富商
- 纳吉·阿都拉萨，马来西亚前首相
- 罗斯玛·曼梳，纳吉的夫人，其珠宝和其他物品被马来西亚当局没收
- 里扎·阿齐兹（英语：Riza Aziz），纳吉的继子，曾与刘特佐一起在伦敦上学，并共同创办了红岩影片公司